# Tolo
Tolo es una localidad de la prefectura de Mamou en la región de Mamou, Guinea, con una población censada en marzo de 2014 de 8718 habitantes.
Se encuentra ubicada en el centro-oeste del país, cerca de la frontera con Sierra Leona.